# Ministerio de Justicia e Instrucción Pública
El Ministerio de Justicia e Instrucción Pública de Argentina fue el ministerio de ese país encargado de fijar la política en materia de administración de justicia y de educación, y de controlar su cumplimiento. 
En 1949 desapareció este ministerio y las materias a su cargo se repartieron entre el Ministerio de Educación y el Ministerio de Justicia. 

## Historia

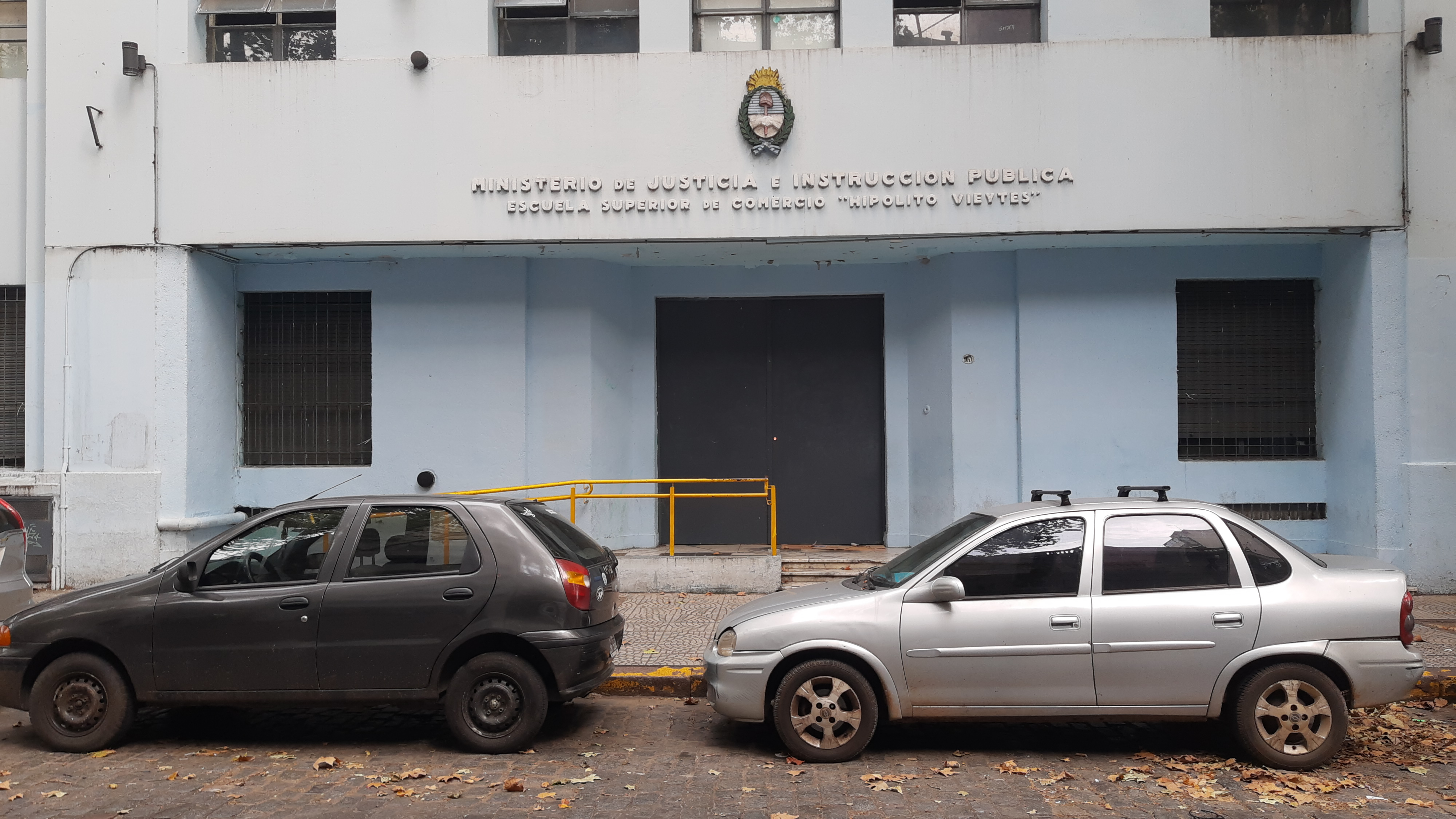
Escuela de Buenos Aires que conserva en su fachada el nombre del antiguo ministerio.

El organismo fue creado por el artículo 87 de la Constitución de 1853 como Ministerio de Justicia, Culto e Instrucción Pública. El primer ministro del ramo fue Santiago Derqui, designado por el presidente Justo José de Urquiza, y se desempeñó entre el 5 de marzo de 1854 y el mes de octubre de 1854.
Originalmente, el organismo también tuvo bajo su cartera la gestión en materia de culto, en relación con la Iglesia católica y la Santa Sede. Fue esto lo que hizo que, en un inicio, el avance hacia una educación pública laica fuera gradual y que la Ley 1420 diera espacio para la educación religiosa. Sin embargo, a medida que el Consejo Nacional de Educación creció en autonomía e injerencia a nivel nacional, acabó por laicizarse con el traspaso de los asuntos religiosos al Ministerio de Relaciones Exteriores y Culto en 1898.
La Constitución de 1949 eliminó el límite máximo de ocho ministerios, lo que permitió la creación de los ministerios de Justicia y de Educación cuyos primeros titulares fueron Belisario Gache Pirán y Oscar Ivanissevich, respectivamente. No obstante, en 1955 el gobierno militar reinstaló la Constitución de 1853 con su reforma de 1898, y con ella la limitación de los ministerios a ocho. Debido a ello, el Ministerio de Justicia fue fusionado con el Ministerio del Interior, bajo la denominación de Ministerio del Interior y Justicia, pero ese mismo año de 1955, ambos ministerios se desdoblaron, volviendo a aparecer el Ministerio de Justicia. En 1958, el presidente Arturo Frondizi creó el Ministerio de Educación y Justicia, manteniéndose de ese modo durante las presidencias de José María Guido (de facto) y Arturo Illia. En 1966, Juan Carlos Onganía, desdobló nuevamente ambas funciones, estableciendo un ministerio para cada una, manteniéndose hasta 1983.
El 10 de diciembre de 1983 asumió el presidente Raúl Alfonsín que dispuso la disolución del Ministerio de Justicia, reapareciendo con la presidencia de Carlos Menem. Durante los dos días del interinato de Ramón Puerta, se fusionaron los Ministerios del Interior y Justicia. Durante los ocho días que duró la presidencia de Adolfo Rodríguez Saa se restableció la autonomía del Ministerio de Justicia. La reforma de la Constitución Nacional realizada en 1994 estableció en el nuevo artículo 100 respecto de los ministros secretarios que su “número y competencia será establecida por una ley especial”.